# 35370 Дайсакю
35370 Дайсакю (35370 Daisakyu) — астероїд головного поясу, відкритий 29 жовтня 1997 року.
Тіссеранів параметр щодо Юпітера — 3,600.